# Конечные разности
Конечная разность — математический термин, широко применяющийся в методах вычисления при интерполировании и численном дифференцировании.

## Определение

Три типа конечных разностей.

Пусть для некоторой точки {\displaystyle x_{0}} задано {\displaystyle n+1} узлов интерполяции {\displaystyle x_{k}=x_{0}+hk,\;k=0,\ldots ,n} с шагом {\displaystyle h=\mathrm {const} } и известны значения функции {\displaystyle f} в этих узлах:
{\displaystyle f(x_{0})=y_{0},\ldots ,f(x_{n})=y_{n}.}
Тогда восходящей конечной разностью (или разностью вперёд) 1-го порядка называют разность между {\displaystyle (k+1)}-м и {\displaystyle k}-м значениями {\displaystyle f} в узлах интерполяции, то есть
{\displaystyle \Delta y_{k}=y_{k+1}-y_{k}=f(x_{k+1})-f(x_{k}),\ k=0,\ldots ,n-1.}
Нисходящей конечной разностью (или разностью назад) 1-го порядка называют разность между {\displaystyle k}-м и {\displaystyle (k-1)}-м значениями {\displaystyle f} в узлах интерполяции, то есть
{\displaystyle \nabla y_{k}=y_{k}-y_{k-1}=f(x_{k})-f(x_{k-1}),\ k=1,\ldots ,n.}
Центральной (или симметричной) конечной разностью 1-го порядка называют разность между {\displaystyle (k+1)}-м и {\displaystyle (k-1)}-м значениями {\displaystyle f} в узлах интерполяции, то есть
{\displaystyle \delta \,y_{k}=y_{k+1}-y_{k-1}=f(x_{k+1})-f(x_{k-1}),\ k=1,\ldots ,n-1.}

### Разности высших порядков
Восходящей конечной разностью 2-го порядка называют разность между {\displaystyle (k+1)}-ой и {\displaystyle k}-ой конечными разностями 1-го порядка, то есть
{\displaystyle \Delta ^{2}y_{k}=\Delta (\Delta y_{k})=\Delta y_{k+1}-\Delta y_{k}=f(x_{k+2})-2f(x_{k+1})+f(x_{k}),\ k=0,\ldots ,n-2.}
Соответственно, восходящей конечной разностью порядка {\displaystyle m} (для {\displaystyle m\leq n}) называют разность между {\displaystyle (k+1)}-ой и {\displaystyle k}-ой конечными разностями порядка {\displaystyle m-1}, то есть
{\displaystyle \Delta ^{m}y_{k}=\Delta (\Delta ^{m-1}y_{k})=\Delta ^{m-1}y_{k+1}-\Delta ^{m-1}y_{k},\ k=0,\ldots ,n-m.}
Аналогично определяются нисходящие и центральные разности высших порядков:
{\displaystyle \nabla ^{m}y_{k}=\nabla (\nabla ^{m-1}y_{k}),}
{\displaystyle \delta ^{m}y_{k}=\delta (\delta ^{m-1}y_{k}).}

### Через операторы
Если ввести оператор смещения {\displaystyle \operatorname {E} } такой, что {\displaystyle \operatorname {E} y_{k}=y_{k+1}}, то можно определить оператор восходящей конечной разности {\displaystyle \Delta } как {\displaystyle \operatorname {E} -1}. Для него справедливо соотношение
{\displaystyle \Delta ^{k}=(\operatorname {E} -1)^{k}},
которое можно раскладывать по биному Ньютона. Данный способ представления {\displaystyle \Delta } заметно упрощает работу с конечными разностями высших порядков.

## Общие формулы
Часто также используется другое обозначение: {\displaystyle \Delta _{h}^{m}(f,x)} — восходящая конечная разность порядка {\displaystyle m} от функции {\displaystyle f} c шагом {\displaystyle h}, взятая в точке {\displaystyle x}. Например, {\displaystyle \Delta _{h}^{1}(f,x)=f(x+h)-f(x)}. Аналогично, для нисходящих разностей можно использовать обозначение {\displaystyle \nabla _{h}^{m}(f,x)}, а для центральных — {\displaystyle \delta _{h}^{m}(f,x)}.
В этих обозначениях можно записать общие формулы для всех видов конечных разностей произвольного порядка с использованием биномиальных коэффициентов:
{\displaystyle \Delta _{h}^{m}(f,x)=\sum _{i=0}^{m}(-1)^{m-i}C_{m}^{i}f{\bigl (}x+ih{\bigr )},}
{\displaystyle \nabla _{h}^{m}(f,x)=\sum _{i=0}^{m}(-1)^{i}C_{m}^{i}f(x-ih),}
{\displaystyle \delta _{h}^{m}(f,x)=\sum _{i=0}^{m}(-1)^{i}C_{m}^{i}f\left(x+\left({\frac {m}{2}}-i\right)h\right).}
Общая формула для {\displaystyle \Delta _{h}^{m}(f,x)} используется при построении интерполяционного многочлена Ньютона.

## Пример

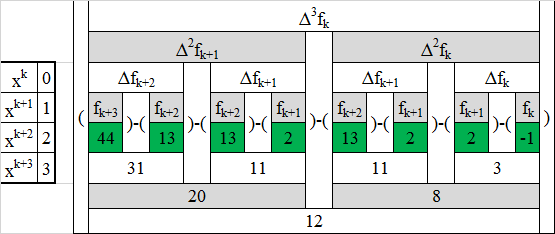
Пример вычисления конечных разностей

На приведённом изображении рассмотрен пример вычисления конечных разностей для
{\displaystyle {\begin{array}{rcl}f(x)&=&2x^{3}-2x^{2}+3x-1,\\x_{0}&=&0,\\n&=&3,\\h&=&1.\end{array}}}
В зелёных клетках расположены значения {\displaystyle y_{0},\ldots ,y_{n}}, в каждой последующей строке приводятся конечные разности соответствующего порядка.

## Связь с производными
Производная функции {\displaystyle f} в точке {\displaystyle x}  определяется с помощью предела:
{\displaystyle f'(x)=\lim _{h\to 0}{\frac {f(x+h)-f(x)}{h}}.}
Под знаком предела стоит восходящая конечная разность {\displaystyle \Delta _{h}^{1}(f,x)}, делённая на шаг. Следовательно, эта дробь аппроксимирует производную при малых значениях шага. Погрешность приближения может быть получена с использованием  формулы Тейлора:
{\displaystyle {\frac {\Delta _{h}^{1}(f,x)}{h}}-f'(x)=O(h)\to 0,\;h\to 0.}
Аналогичное соотношение выполняется для нисходящей разности:
{\displaystyle {\frac {\nabla _{h}^{1}(f,x)}{h}}-f'(x)=O(h)\to 0,\;h\to 0.}
Центральная разность даёт более точное приближение:
{\displaystyle {\frac {\delta _{h}^{1}(f,x)}{2h}}-f'(x)=O\left(h^{2}\right),\;h\to 0.}
Конечные разности порядка {\displaystyle m}, делённые на шаг, возведённый в степень {\displaystyle m}, аппроксимируют производную порядка {\displaystyle m}. Порядок погрешности приближения при этом не меняется:
{\displaystyle {\frac {d^{m}f}{dx^{m}}}(x)={\frac {\Delta _{h}^{m}(f,x)}{h^{m}}}+O(h)={\frac {\nabla _{h}^{m}(f,x)}{h^{m}}}+O(h)={\frac {\delta _{h}^{m}(f,x)}{h^{m}}}+O\left(h^{2}\right).}

## Связанные понятия
Видно, что конечная разность при фиксированном шаге есть линейный оператор, отображающий пространство непрерывных функций в себя. Обобщением понятия конечной разности является понятие разностного оператора.
С конечными разностями также связаны понятия разделённых разностей и модуля непрерывности.